# 卡尔莫尼塔
卡尔莫尼塔，是西班牙埃斯特雷马杜拉巴达霍斯省的一个市镇。总面积39平方公里，总人口649人（2001年），人口密度17人/平方公里。